# Erse (astronomia)
Erse (o Herse), o Giove L è un satellite naturale irregolare del pianeta Giove.

## Scoperta
È stato scoperto l'8 febbraio 2003, da Brett J. Gladman, John J. Kavelaars, Jean-Marc Petit, Lynne Allen e da un gruppo di astronomi dell'Università delle Hawaii.
Al momento della scoperta ha ricevuto la designazione provvisoria S/2003 J 17.

## Denominazione
L'11 novembre 2009, l'Unione Astronomica Internazionale (IAU) gli ha assegnato la denominazione ufficiale in riferimento a Ersa, o Erse (in lingua greca rugiada), che secondo la mitologia greca era figlia di Zeus ed Eos (aurora).

## Parametri orbitali
Il satellite è caratterizzato da un moto retrogrado ed appartiene al gruppo di Carme, composto da satelliti retrogradi ed irregolari che orbitano attorno a Giove ad una distanza compresa fra 23 e 24 milioni di chilometri, con una inclinazione orbitale pari a circa 165°.
Il satellite ha un diametro di circa 2 km e orbita attorno a Giove in 672,752 giorni, a una distanza media di 22,134 milioni di km, con un'inclinazione media di 165° rispetto all'eclittica (161° rispetto al piano equatoriale del pianeta) e un'eccentricità orbitale di 0,2493.